# Frenzy (jeu vidéo)
Pour les articles homonymes, voir Frenzy (homonymie).
Frenzy est un jeu d'arcade développé par Stern Electronics en 1982. Ce jeu est l'évolution de Berzerk, jeu à succès publié en 1980.

## Description
Frenzy est basé sur les mêmes principes que Berzerk : le joueur évolue dans une succession de petits labyrinthes peuplés de robots hostiles qui lui tirent dessus. Le but du jeu est de survivre le plus longtemps possible en tuant les robots et en voyageant d'un labyrinthe à l'autre. La partie se termine lorsque le joueur perd toutes les vies qui lui sont allouées au début et en cours de partie, à mesure qu'il accumule des points.

## Différences
Dans Berzerk, tous les murs sont indestructibles alors que dans Frenzy, il existe 2 catégories de murs : les destructibles et les indestructibles. Les murs destructibles sont composés de points qui se détruisent lorsque le joueur ou les robots tirent dessus. Cela crée des situations nouvelles où, par exemple, le joueur peut se forer une sortie à travers un de ces murs pour s'échapper en cas de problème. Les murs indestructibles dans Frenzy reflètent les tirs, ce qui ajoute un degré de complexité car il faut surveiller les ricochets. Un seul mur indestructible absorbe les tirs : c'est la porte fermée qui apparaît derrière le joueur lorsqu'il pénètre dans un nouveau labyrinthe.